# Juan Pablo Pompei
Juan Pablo Pompei (Olavarría, Buenos Aires; 18 de septiembre de 1968) es un ex árbitro de fútbol argentino, que dirigió en la Primera División Argentina por 19 temporadas, obteniendo un registro de casi 500 encuentros oficiales. Fue árbitro internacional desde 2004 hasta 2011, participando asiduamente en Conmebol Libertadores y Conmebol Sudamericana, además de Eliminatorias sudamericanas.
Tras su retiro, está abocado a la instrucción, formando parte de la Dirección Arbitral del fútbol del interior, órgano del Consejo Federal de la Asociación del Fútbol Argentino.

## Arbitraje
Comenzó a arbitrar en la primera división de la Liga de Fútbol de Olavarría en 1992, lugar donde se desempeñó hasta 2001, año que definitivamente se abocó a las responsabilidades de los torneos regionales de AFA de categorías superiores.
Debutó en la Primera División Argentina en diciembre de 1999, en la decimonovena fecha del Torneo Apertura 1999, entre Colón de Santa Fe y Argentinos Juniors, con victoria visitante por 2:1. Años atrás participó de las categorías seuperiores de AFA como árbitro asistente, debutando en 1996.
En el plano internacional, Juan Pablo debutó en el clásico rosarino en la fase preliminar de la Copa Sudamericana 2005, en empate en cero. El encuentro es recordado por una fortísima entrada del jugador leproso Nicolás Spolli al capitán canalla Paulo Ferrari, que Pompei castigó solo con tarjeta amarilla.
Pompei fue colegiado principal de la mayoría de los «clásicos» argentinos: Central-Newell's Old Boys, Boca-Independiente, San Lorenzo-Independiente, River-Independiente, San Lorenzo-Racing, Banfield-Lanús y otros tantos del Ascenso, aunque declaró que «no tuvo la suerte de estar en un Boca-River», del cual sí participó, pero de cuarto oficial. Además, en una entrevista comentó que se le informó que en la temporada 2006 rompió la marca de estar presente en todos los partidos del calendario, los 38 —según le aseveró el titular del Colegio de por entonces, el ex árbitro Jorge Romo.
Tras casi 500 encuentros oficiales, se retiró el 11 de mayo de 2018, en un encuentro válido por la Superliga Argentina, entre Lanús y Atlético Tucumán (0:0).

### Tras el retiro, la instrucción
Luego de retirarse de los campos de juego, Pompei trabaja para la Comisión Arbitral del Consejo Federal, como instructor, junto a los también ex colegidos Sergio Pezzotta, Marcelo Aumente y Gustavo Rossi.

## Vida personal
Proviene de una familia involucrada en la escena arbitral de la región: padre y hermano árbitros de fútbol. Su hijo, Valentín, desde 2023 está en el plantel profesional de árbitros de la Asociación del Fútbol Argentino.